# Eumecynostomum asterium
Eumecynostomum asterium är en plattmaskart som beskrevs av Hooge och Tyler 2003. Eumecynostomum asterium ingår i släktet Eumecynostomum och familjen Mecynostomidae. Inga underarter finns listade i Catalogue of Life.